# Høyensgade
Høyensgade er en gade i Kartoffelrækkerne i København, opkaldt efter kunsthistorikeren Niels Lauritz Høyen (1798–1870). Høyen var Danmarks første fuldtidsbeskæftigede kunsthistoriker og en markant skikkelse inden for dansk kunstkritik og -historie.